# أنديزة
أنديزة هي قرية في مقاطعة بيرانشهر، إيران. يقدر عدد سكانها بـ 0 نسمة بحسب إحصاء 2016.